# Мурсвілл (Індіана)
Мурсвілл (англ. Mooresville) — місто (англ. town) в США, в окрузі Морган штату Індіана. Населення — 9411 особа (2020).

## Географія
Мурсвілл розташований за координатами 39°36′14″ пн. ш. 86°22′1″ зх. д. / 39.60389° пн. ш. 86.36694° зх. д. (39.603805, -86.366936).  За даними Бюро перепису населення США в 2010 році місто мало площу 16,42 км², з яких 16,28 км² — суходіл та 0,15 км² — водойми.

## Демографія
Згідно з переписом 2010 року, у місті мешкало 9326 осіб у 3715 домогосподарствах у складі 2558 родин. Густота населення становила 568 осіб/км².  Було 3930 помешкань (239/км²).
Расовий склад населення:
| - 97,5 % — білих - 0,5 % — азіатів - 0,3 % — чорних або афроамериканців - 0,2 % — корінних американців |

До двох чи більше рас належало 1,2 %. Частка іспаномовних становила 1,1 % від усіх жителів.
За віковим діапазоном населення розподілялося таким чином: 25,4 % — особи молодші 18 років, 60,3 % — особи у віці 18—64 років, 14,3 % — особи у віці 65 років та старші. Медіана віку мешканця становила 38,6 року. На 100 осіб жіночої статі у місті припадало 89,1 чоловіків;  на 100 жінок у віці від 18 років та старших — 83,6 чоловіків також старших 18 років.
Середній дохід на одне домашнє господарство  становив 58 809 доларів США (медіана — 51 008), а середній дохід на одну сім'ю — 69 241 долар (медіана — 60 689). Медіана доходів становила 50 199 доларів для чоловіків та 30 833 долари для жінок. За межею бідності перебувало 12,4 % осіб, у тому числі 21,0 % дітей у віці до 18 років та 9,5 % осіб у віці 65 років та старших.
Цивільне працевлаштоване населення становило 4754 особи. Основні галузі зайнятості: освіта, охорона здоров'я та соціальна допомога — 18,5 %, виробництво — 16,4 %, транспорт — 11,8 %, роздрібна торгівля — 11,7 %.